# David B. Hill

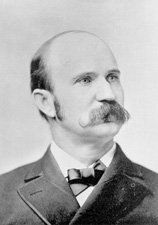
David B. Hill

David Bennett Hill (* 29. August 1843 in Havana, Schuyler County, New York; † 20. Oktober 1910 in Albany, New York) war ein US-amerikanischer Politiker und von 1885 bis 1892 Gouverneur des Bundesstaates New York. Zwischen 1892 und 1897 vertrat er seinen Staat im US-Senat.

## Frühe Jahre und politischer Aufstieg
David Bennett wurde im damaligen Havana im Staat New York geboren. Der Ort heißt heute Montour Falls. Nach dem Besuch der öffentlichen Schulen studierte er Jura. Im Jahr 1864 erfolgte seine Zulassung als Rechtsanwalt. Daraufhin begann er in Elmira in seinem neuen Beruf zu arbeiten. Noch im Jahr 1864 wurde er Anwalt dieser Stadt. Hill wurde Mitglied der Demokratischen Partei. Zwischen 1871 und 1872 war er Mitglied und Präsident der New York State Assembly. In Elmira war er von 1880 bis 1881 Stadtrat und 1882 Bürgermeister.

## Gouverneur von New York
Zwischen 1882 und 1885 war David Hill als Vizegouverneur von New York Stellvertreter von Gouverneur Grover Cleveland. Nachdem dieser zum US-Präsidenten gewählt worden war und daher sein Gouverneursamt aufgab, musste Hill seine Aufgaben am 6. Januar 1885 übernehmen. Nachdem er in den Wahlen der Jahre 1885 und 1888 jeweils bestätigt wurde, konnte er bis zum 1. Januar 1892 in diesem Amt verbleiben. In dieser Zeit wurde der Kinderarbeitsschutz verbessert und Maßnahmen zum Schutz der Wälder ergriffen. Ebenfalls in Hills Amtszeit fand die erste Hinrichtung in New York mit Hilfe des Elektrischen Stuhls statt.

## US-Senator
Am 1. Januar 1891 wurde David Hill als Nachfolger von William M. Evarts in den US-Senat gewählt. Die Legislaturperiode begann am 4. März 1891. Hill trat sein neues Amt aber nicht sofort an, sondern beendete erst seine Amtszeit als Gouverneur. Sein Mandat im Kongress trat er erst am 7. Januar 1892 an. Im Senat war er Vorsitzender des Einwanderungsausschusses. Noch während seiner Zeit in Washington, D.C. bewarb sich Hill 1894 erfolglos um eine weitere Amtszeit als Gouverneur. Für die nächsten Kongresswahlen kandidierte er nicht mehr. Daher schied er am 3. März 1897 aus dem Senat aus.
Nach dem Ende seiner Zeit als Senator zog er sich aus der Politik zurück und arbeitete als Rechtsanwalt. David Hill starb am 20. Oktober 1910 und wurde in Montour Falls beigesetzt.